# Wolne Związki Zawodowe Górnego Śląska
Wolne Związki Zawodowe Górnego Śląska – Komitet Założycielski WZZ został powołany 23 lutego 1978 r. w Katowicach przez sześć osób: Kazimierza Świtonia, Romana Kściuczka, Władysława Suleckiego, Ignacego Pinesa i Tadeusza Kickiego i Jana Świtonia s. Kazimierza 

## Historia
Na spotkaniu założycielskim opracowano tekst apelu, w którym wezwano pracowników całego kraju do tworzenia Wolnych Związków Zawodowych. W późniejszym okresie Komitet Założycielski wystosował inne jeszcze odezwy i apele, które były kolportowane przez jego członków, a także nagłaśniane przez Ruch Obrony Praw Człowieka i Obywatela (z którym współpracowali Świtoń i Kściuczek) oraz Komitet Samoobrony Społecznej KOR (z którym współpracował Sulecki). 
Władze zareagowały na utworzenie WZZ represjami. Pod wpływem presji Kicki i Pines zaniechali działalności, dołączyli natomiast Bolesław Cygan i Józef Bal. Stosowane przez władze środki nacisku na działaczy WZZ były rozmaite: rozmowy ostrzegawcze, wywieranie presji na członków rodziny, groźby, zatrzymania na 48 godzin, rozpowszechnianie fałszywych informacji podważających zaufanie publiczne, najścia na dom dokonywane przez aktywistów Polskiej Zjednoczonej Partii Robotniczej, kary administracyjne – grzywny (Świtoń, Kściuczek), szykany w miejscu pracy (Sulecki), 5-tygodniowa kara aresztu (Switoń), pobicie w areszcie (Świtoń), porwanie przez nieznanych sprawców i pobicie w lesie do utraty przytomności (Cygan). Pod wpływem tych działań, które były koordynowane i inspirowane przez Służbę Bezpieczeństwa, działalność WZZ w regionie śląskim miała ograniczony zasięg.
Jednak pod wpływem WZZ Górnego Śląska powstały w kwietniu 1978 r. Wolne Związki Zawodowe Wybrzeża.
W 1979 r. Sulecki – ratując rodzinę przed rozbiciem – wyjechał na stałe z Polski do RFN, a inspirowane przez SB działania dezintegrujące doprowadziły do poważnego konfliktu między Świtoniem i Kściuczkiem. Oznaczało to faktyczny koniec WZZ Górnego Śląska.
We wrześniu 1979 roku Kściuczek i Bal zostali członkami-założycielami Konfederacji Polski Niepodległej. Świtoń współpracował nadal z grupą Andrzeja Czumy w ROPCiO. 
Latem 1980 roku działacze WZZ Górnego Śląska nie odegrali już znaczącej roli w tworzeniu komitetów strajkowych w zakładach pracy.